# Border Incident
 Border Incident és una pel·lícula estatunidenca dirigida per Anthony Mann i estrenada el 1949.

## Argument
Una banda lliura falsos permisos treballadors mexicans per tal de fer-los passar la frontera i ser contractats per grangers. Un agent federal mexicà, Pablo Rodriguez, s'uneix a la mà d'obra, mentre que un dels seus col·legues estatunidenc, Jack Bearnes, li ha de donar un cop de mà, una vegada passada la frontera. Però, de seguida, els dos homes es troben enfrontats al poderós criador, Owen Parkson, que és de fet el verdader cap de la banda.

## Repartiment
- Ricardo Montalban: Pablo Rodriguez
- George Murphy: Jack Bearnes
- Howard Da Silva: Owen Parkson
- James Mitchell: Juan Garcia
- Arnold Moss: Zopilote
- Alfonso Bedoya: Cuchillo
- Teresa Celli: Maria
- Charles McGraw: Jeff Amboy
- José Torvay: Pocoloco
- John Ridgely: Mr. Neley
- Arthur Hunnicutt: Clayton Nordell
- Sig Ruman: Hugo Wolfgang Ulrich
- Otto Waldis: Fritz
- Jack Lambert: Chuck

## Producció
La pel·lícula estava entre un cert nombre de pel·lícules de baix pressupost produïdes per la MGM sota el règim de Dore Schary.